# Le Coudray-Saint-Germer
Le Coudray-Saint-Germer is een gemeente in het Franse departement Oise (regio Hauts-de-France) en telt 899 inwoners (1999). De plaats maakt deel uit van het arrondissement Beauvais. Le Coudray-Saint-Germer telde op 1 januari 2022 857 inwoners.

## Geografie
De oppervlakte van Le Coudray-Saint-Germer bedroeg op 1 januari 2022 13,48 vierkante kilometer; de bevolkingsdichtheid was toen 63,6 inwoners per km².

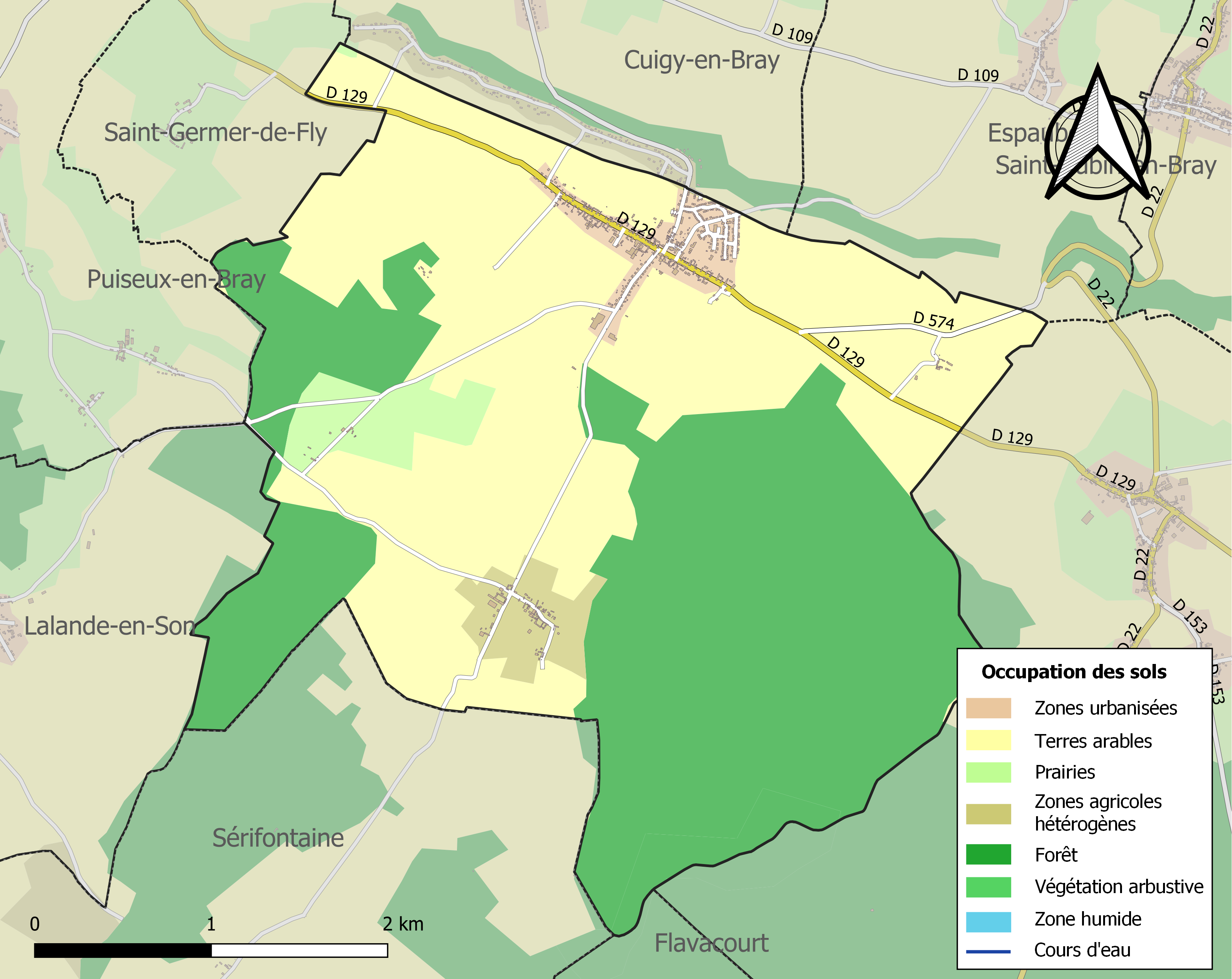
Kaart van de gemeente met belangrijkste infrastructuur, bodemgebruik en omliggende gemeenten

## Demografie
Onderstaande figuur toont het verloop van het inwonertal (bron: INSEE-tellingen).